# Matt Deakin
Matt Deakin (San Francisco, 20 de mayo de 1980) es un deportista estadounidense que compitió en remo.
Participó en los Juegos Olímpicos de Atenas 2004, obteniendo una medalla de oro en la prueba de ocho con timonel. Ganó cuatro medallas en el Campeonato Mundial de Remo entre los años 2003 y 2007.

## Palmarés internacional
| Juegos Olímpicos   | Juegos Olímpicos   | Juegos Olímpicos  | Juegos Olímpicos   |
| Año                | Lugar              | Medalla           | Prueba             |
| ------------------ | ------------------ | ----------------- | ------------------ |
| 2004               | Atenas (Grecia)    | Medalla de oro    | Ocho con timonel   |
| Campeonato Mundial |                    |                   |                    |
| Año                | Lugar              | Medalla           | Prueba             |
| 2003               | Milán (Italia)     | Medalla de oro    | Cuatro con timonel |
| 2005               | Kaizu (Japón)      | Medalla de oro    | Ocho con timonel   |
| 2006               | Eton (Reino Unido) | Medalla de bronce | Ocho con timonel   |
| 2007               | Múnich (Alemania)  | Medalla de oro    | Cuatro con timonel |